# Torneo di Wimbledon 1897 - Singolare femminile
Blanche Bingley Hillyard ha battuto nel Challenge Round la detentrice del titolo Charlotte Cooper per 5-7, 7-5, 6-2 e conquistato così il suo quarto Wimbledon in carriera.

## Tabellone

### Legenda
| - Q = Qualificato - WC = Wild card - LL = Lucky loser | - ALT = Alternate - SE = Special Exempt - PR = Protected Ranking | - w/o = Walkover - r = Ritirato - d = Squalificato |

### Challenge Round
|  | Finale           |                  |   |   |   |  |
|  |                  |                  |   |   |   |  |
|  | Blanche Hillyard | Blanche Hillyard | 5 | 7 | 6 |  |
|  | Charlotte Cooper | Charlotte Cooper | 7 | 5 | 2 |  |

### Fase preliminare
|  | Quarti               | Quarti               | Quarti               | Quarti           | Quarti |  |  | Semifinali           | Semifinali           | Semifinali           | Semifinali           | Semifinali      |   |   | Finale           | Finale           | Finale           | Finale | Finale |  |
|  |                      |                      |                      |                  |        |  |  |                      |                      |                      |                      |                 |   |   |                  |                  |                  |        |        |  |
|  | Henrietta Horncastle | Henrietta Horncastle | Henrietta Horncastle | 12               | 6      |  |  |                      |                      |                      |                      |                 |   |   |                  |                  |                  |        |        |  |
|  | E. M. Thynne         | E. M. Thynne         | E. M. Thynne         | 10               | 4      |  |  | Henrietta Horncastle | Henrietta Horncastle | Henrietta Horncastle | Henrietta Horncastle |                 |   |   |                  |                  |                  |        |        |  |
|  | Blanche Hillyard     | Blanche Hillyard     | Blanche Hillyard     | Blanche Hillyard | w/o    |  |  | Blanche Hillyard     | Blanche Hillyard     | Blanche Hillyard     | Blanche Hillyard     | w/o             |   |   |                  |                  |                  |        |        |  |
|  | Edith Austin         | Edith Austin         | Edith Austin         | Edith Austin     |        |  |  |                      |                      |                      |                      |                 |   |   | Blanche Hillyard | Blanche Hillyard | Blanche Hillyard | 6      | 7      |  |
|  | Ruth Dyas            | Ruth Dyas            | Ruth Dyas            | 6                | 6      |  |  |                      |                      | Alice Pickering      | Alice Pickering      | Alice Pickering | 2 | 5 |                  |                  |                  |        |        |  |
|  | Elizabeth Bromfield  | Elizabeth Bromfield  | Elizabeth Bromfield  | 0                | 3      |  |  | Ruth Dyas            | Ruth Dyas            | 4                    | 6                    | 1               |   |   |                  |                  |                  |        |        |  |
|  |                      |                      |                      |                  |        |  |  | Alice Pickering      | Alice Pickering      | 6                    | 4                    | 6               |   |   |                  |                  |                  |        |        |  |
|  |                      |                      |                      |                  |        |  |  |                      |                      |                      |                      |                 |   |   |                  |                  |                  |        |        |  |